# Platymantis mimulus
Platymantis mimulus är en groddjursart som beskrevs av Brown, Alcala och Arvin Diesmos 1997. Platymantis mimulus ingår i släktet Platymantis och familjen Ceratobatrachidae. IUCN kategoriserar arten globalt som nära hotad. Inga underarter finns listade i Catalogue of Life.